# Obtusodonta erythrocephalus
Obtusodonta erythrocephalus är en stekelart som först beskrevs av Meyer 1927.  Obtusodonta erythrocephalus ingår i släktet Obtusodonta och familjen brokparasitsteklar. Inga underarter finns listade i Catalogue of Life.